# Plus grandir (Live)
Plus grandir (Live) è il secondo singolo dell'album En concert della cantante francese Mylène Farmer, pubblicato il 12 maggio 1990.
Nella versione live del singolo uscito già in precedenza nel 1985, la traccia presenta un comico duetto tra Mylène Farmer e Fredericks Carole, presentato durante il primo tour della cantante. Il singolo venderà circa 50 000 copie.

## Versioni ufficiali
1. Plus grandir (Live Mix) (Live Version) (4:50)
2. Plus grandir (Live) (Live Single Mix) (4:10)
3. Plus grandir (Live) (Mother's Live Remix) (6:25)
4. Plus grandir (Live) (Mum's Rap) (4:10)